# یواس‌اس اوسپری (ای‌ام‌اس-۲۸)
یواس‌اس اوسپری (ای‌ام‌اس-۲۸) (به انگلیسی: USS Osprey (AMS-28)) یک کشتی بود که طول آن ۱۳۶ فوت (۴۱ متر) بود. این کشتی در سال ۱۹۴۴ ساخته شد.